# Ouratea garcinioides
Ouratea garcinioides är en tvåhjärtbladig växtart som beskrevs av Ernst Heinrich Georg Ule. Ouratea garcinioides ingår i släktet Ouratea och familjen Ochnaceae. Inga underarter finns listade i Catalogue of Life.